# Noah Brown
Noah Brown (Flanders, 6 gennaio 1996) è un giocatore di football americano statunitense che milita nel ruolo di wide receiver per i Washington Commanders della National Football League (NFL).

## Carriera

### Dallas Cowboys
Al college Brown giocò a football a Ohio State, vincendo il campionato NCAA. Fu scelto dai Dallas Cowboys nel corso del settimo giro (239º assoluto) del Draft NFL 2017. Il proprietario della squadra Jerry Jones affermò che la sua selezione fu dettata tra l'altro dall'insistenza del suo ex compagno al college Ezekiel Elliott. Brown iniziò la stagione come sesto ricevitore nelle gerarchie della squadra e debuttò nel primo turno contro i Denver Broncos. La settimana successiva fece registrare la prima ricezione da 13 yard su passaggio di Dak Prescott. Nella sua prima stagione si mise in luce nei blocchi per i corridori e negli special team. Nel penultimo turno disputò la prima gara come titolare nella sconfitta contro i Seattle Seahawks. La sua annata da rookie si chiuse con 4 ricezioni per 33 yard in 13 presenze.
Nel 2018 Brown saltò la maggior parte del training camp e della pre-stagione per un infortunio al tendine del ginocchio. Il 3 settembre fu inserito in lista infortunati. Il 9 novembre tornò attivo. Complessivamente disputò otto gare, partendo come titolare nelle ultime due facendo registrare 5 ricezioni per 54 yard e 5 tackle negli special team.
Brown iniziò il training camp 2019 nella lista dei giocatori impossibilitati a scendere in campo a causa di un'operazione in artroscopia al ginoccio. Il 31 agosto fu inserito in lista infortunati, dove passò il resto della stagione. A novembre si sottopose a una seconda operazione per alleviare il dolore al ginocchio.
Nel 2020 per Brown si attendeva un ruolo maggiore in attacco e di essere maggiormente coinvolto nel gioco sui passaggi ma il grande numero di ricevitori presenti lo relegò principalmente a giocare sui blocchi e negli special team. Nella settimana 4 ricevette 4 passaggi per 43 yard contro i Cleveland Browns. Nella settimana 12 ebbe 3 ricezioni per 40 yard contro il Washington Football Team. Quell'anno disputò tutte le 16 partite, di cui una come titolare, con 14 ricezioni per 154 yard.
Il 17 marzo 2021 Brown rifirmò con i Cowboys. Nella prima partita contro i Tampa Bay Buccaneers fu dichiarato inattivo, dopo essere stato attivato dalla lista riserve/COVID-19 il giorno precedente. Contro i New England Patriots ebbe 2 ricezioni per 47 yard. Anche se partì come titolare contro i Kansas City Chiefs, sostituendo Amari Cooper, non ricevette alcun passaggio, lasciandosene sfuggire due. Contro i Las Vegas Raiders ebbe 6 ricezioni per 53 yard il giorno del Ringraziamento. Il 9 dicembre fu inserito in lista infortunati per un problema all'inguine. Tornò attivo il 1º gennaio. Chiuse con 13 presenze, di cui una come titolare, con 16 ricezioni per 184 yard.
L'8 marzo 2022 Brown rifirmò con i Cowboys. Si presentò al training camp dimagrito e più rapido, per avvantaggiarsi delle maggiori opportunità come ricevitore dopo che Cooper fu scambiato, Cedrick Wilson Jr. lasciò la squadra nella free agency e Michael Gallup stava ancora recuperando da un infortunio. Nella prima partita contro i Buccaneers ebbe 5 ricezioni per 91 yard e segnò il primo touchdown in carriera. Inoltre ebbe una ricezione chiave da 12 yard nell'ultimo drive che aiutò la squadra a calciare il field goal della vittoria da 50 yard. Contro i Chicago Bears non giocò per un infortunio al piede. Contro gli Houston Texans fece registrare 4 ricezioni per 85 yard. La sua produzione decrebbe con il passare della stagione, contribuendo alla decisione di ingaggiare il veterano T.Y. Hilton il 12 dicembre. Contro i Jacksonville Jaguars ricevette 6 passaggi per 49 yard e 2 touchdown, ma si fece anche sfuggire un passaggio che avrebbe dato ai Cowboys un primo down, dando il tempo ai Jaguars di calciare il field goal della vittoria. Nelle ultime tre gare ebbe solo 3 ricezioni per 22 yard. La sua ultima stagione a Dallas si concluse con i nuovi primati personali in gare da titolare (13), yard ricevute (555), yard per ricezione (12,9) e touchdown (3).

### Houston Texans
Il 17 marzo 2023 Brown firmò un contratto di un anno con gli Houston Texans. Il 13 settembre fu inserito in lista infortunati. Tornò nel roster attivo il 14 ottobre. Nella settimana 9 contro i Buccaneers ricevette da C.J. Stroud un nuovo record personale di 153 yard, primato che durò una sola settimana poiché nel turno successivo ne ricevette 172 (con un touchdown) nella vittoria sui Cincinnati Bengals.

### Washington Commanders
Brown firmò con i Washington Commanders il 29 agosto 2024. Nell'ottavo turno ricevette dal quarterback Jayden Daniels l'Hail Mary pass della vittoria a tempo scaduto contro i Chicago Bears.